# Tunel Čebrať
Tunel Čebrať je slovenský dálniční dvoutubusový tunel s délkou 3 650 metrů ve výstavbě, který se nachází na dálnici D1 na úseku mezi Hubovou a Ivachnovou. Smlouva na výstavbu byla podepsána 7. listopadu 2013, samotná výstavba se oficiálně začala 11. února 2014. Oficiální začátek ražení tunelu se uskutečnil 19. září 2014 osazením sošky svaté Barbory u východního portálu.
Budování dálničního úseku s tunelem v roce 2015 zkomplikovalo málo únosné podloží tunelu v kombinaci s rizikem sesuvu svahu nad trasou tunelu u západního portálu blízko obce Hrboltová. Ražení tunelu bylo již po přibližně 300 metrech s ohledem na daný problém pozastaveno a později, začátkem roku 2016, byla oficiálně představena nová definitivní varianta vedení trasy jako ekonomicky a technicky nejvýhodnější řešení vzniklé situace. Bylo rozhodnuto o posunu trasy dálnice severně mimo sesuvové území, což mělo za následek zpoždění předání celé stavby do užívání, její předražení, jakož i prodloužení tunelových trub z původních 2 026 metrů až na délku 3 650 metrů. Původní plánovaný termín otevření byl předpokládán v roce 2017. 
Zhotoviteli byly OHL ŽS a Váhostav SK.
Při stavbě původního více než dvoukilometrového tunelu se mělo vytěžit téměř 380 tisíc metrů krychlových materiálu. Cestu měl zkrátit z osmnácti na sedm minut.
Nová trasa byla úředně schválena a trhací práce v tunelu obnoveny až na konci července 2018. Předpokládaný termín dokončení prací je do roku 2025. V tunelu probíhaly v roce 2025 nátěry, betonáž a poklad vozovky. Dokončovaly se práce na provozních budovách u západního a východního portálu. V březnu 2025 probíhaly poslední úpravy a montáž technologie. Předpoklad zprovoznění byl stanoven na konec roku 2025.

## Data
Tunel má dva jednosměrné dvouproudové tubusy pro rychlost až 100 km/h. Jízdní pruhy jsou široké 3,5 m, nouzové chodníky široké jeden metr jsou po obou stranách vozovky. Výška tunelu je 4,80 m, nad chodníky 2,20 m. Oba tubusy jsou propojeny čtrnácti příčnými propojkami. V každém tubusu jsou čtyři jednostranné zálivy o délce 50 m, z těchto zálivů jsou proraženy příčné propojky pro průjezd obslužných a záchranných vozů. Tunel byl ražen novou rakouskou tunelovací metodou s průměrným postupem 1,5 m za den. Primární ostění tvoří stříkaný beton o tloušťce 0,150–0,300 m v kombinaci s výstužnými sítěmi, svorníky a příhradovými ocelovými oblouky. Sekundární ostění z monolitického betonu o tloušťce 0,30 m bylo budováno v blocích o délce 12,5 m v ocelovém posuvném bednění.

## Geologie
Tunel byl ražen především v slínitém tektonicky porušeném vápenci. Dalšími složkami byly slínovce, břidlice, jílovce, prachovce a pískovce. Dodatečným geomonitoringem byly pomocí inklinometrických vrtů zjištěny v hloubkách 35–43 m poruchové zóny. Území výstavby bylo vyhonoceno jako sesuvné s výraznou aktivitou. Na základe geofyzikálních měření bylo rozhodnuto o prodloužení tunelu severněji do stabilní hloubky mimo oblast sesuvů.

## Zajímavost
Při ražbě tunelů byla objevena puklinová jeskyně vysoká asi jeden a půl metru a dlouhá třicet metrů.